# Avondale Park
Die Avondale Park war ein britisches Dampfschiff (Präfix SS für englisch Steam Ship), das während des Zweiten Weltkriegs im Auftrag der kanadischen Regierung gebaut wurde, und dann als Frachtschiff unter britischer Flagge kriegswichtige Dienste leistete. Es wurde am letzten Tag des Krieges im Firth of Forth durch den Torpedo eines deutschen U-Boots versenkt.

## Schicksal

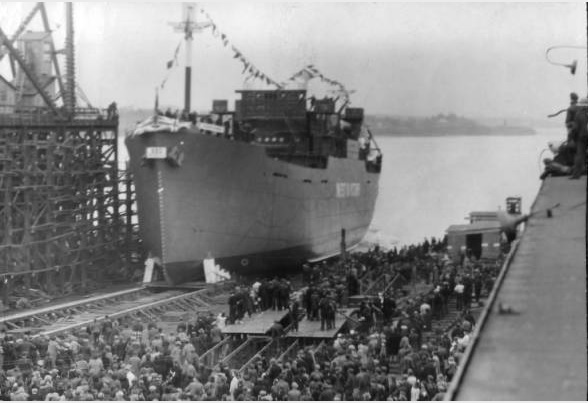
Stapellauf (1944) der Ashby Park, einem Schwesterschiff der Avondale Park, ebenfalls aus der Serie der Park ships, die während des Zweiten Weltkriegs für die kanadische Handelsmarine gebaut wurden. Sie stellten das kanadische Pendant zu den amerikanischen Liberty-Frachtern dar. Der Stapellauf erfolgte am selben Ort und im selben Jahr wie bei der Avondale Park.

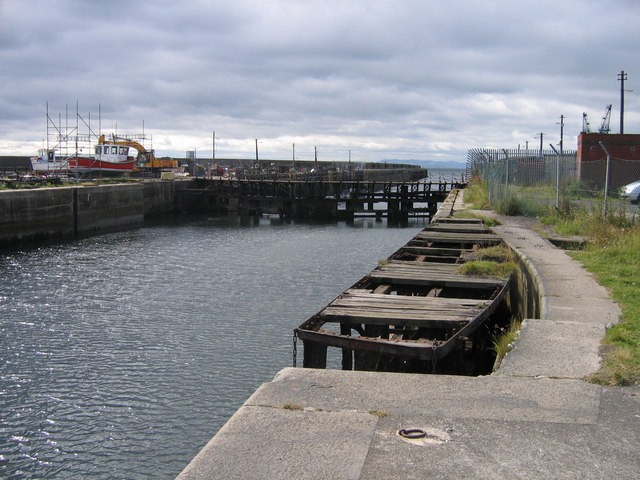
Die Methil Docks, von denen die Avondale Park zu ihrer letzten Fahrt ablegte, befinden sich am Nordufer des Firth of Forth (Foto 2007).

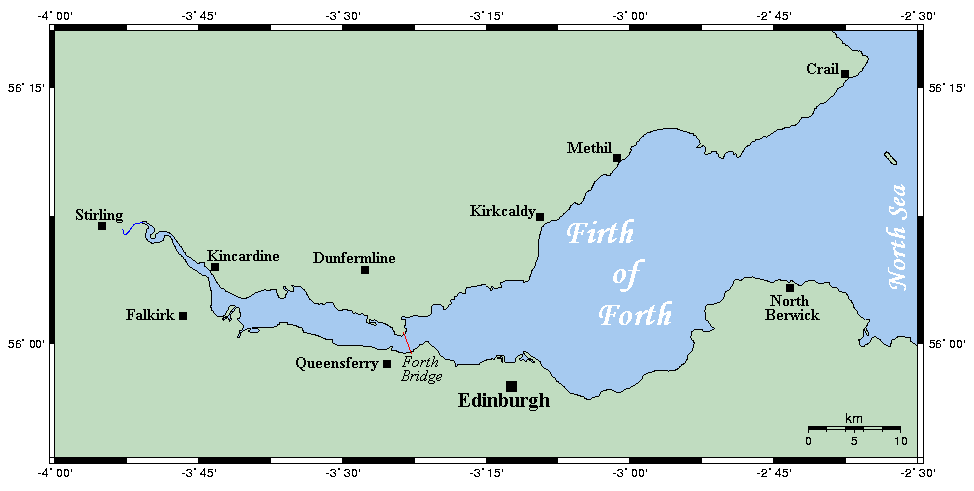
Karte des Firth of Forth mit Methil (am Nordufer etwa in der Mitte) sowie der Isle of May am rechten Kartenrand.

Das Schiff lief im Mai 1944 bei der kanadischen Werft Pictou Shipyard in Pictou (Nova Scotia) vom Stapel. Es diente den Alliierten fortan als Frachter für kriegswichtige Güter.
Am 7. Mai 1945, dem Tag der bedingungslosen Kapitulation der Wehrmacht, war Avondale Park Teil des britischen Geleitzugs EN 491. Abgefahren war es am selben Tag aus dem Hafen von Methil, einer schottischen Kleinstadt in der Council Area Fife südlich der Mündung des Leven in den Firth of Forth. Zum Geleitzug gehörten neben der Avondale Park noch vier weitere Handelsschiffe, nämlich der ebenfalls britische Frachter Weybank sowie die drei norwegischen Schiffe Rolf Jarl, Selvik und Sneland I. Angesichts des unmittelbar bevorstehenden Kriegsendes, fuhr der Schiffskonvoi ohne Geleitschutz. Sein Ziel war Belfast.
Am späten Abend des Tages wurde der Geleitzug nahe der Isle of May am Ausgang des Firth of Forth vom deutschen U-Boot U 2336 gesichtet. Hierbei handelte es sich um ein relativ kleines, aber damals hochmodernes U-Boot vom Typ XXIII mit nur 14 Mann Besatzung und einer Bewaffnung aus nur zwei Torpedos. Der Kommandant, Kapitänleutnant (KptLt.) Emil Klusmeier (1912–1982), ließ gegen 22:30 Uhr jeweils einen Torpedo auf die Avondale Park und die Sneland I (1791 BRT) abfeuern. Der erste Torpedo traf die Avondale Park, während die Sneland I noch ihren Kurs änderte, um eine Kollision mit ihr zu vermeiden. Doch nur wenige Minuten später, etwa zwischen 22:40 und 22:45 Uhr wurde auch sie an Steuerbord getroffen und sank innerhalb von nur zwei Minuten (56° 10′ N, 2° 31′ W). Dabei starben sieben Besatzungsmitglieder, darunter der Kapitän der Sneland I.
Kurz nach 23 Uhr sank auch die Avondale Park (56° 5′ N, 2° 32′ W). Dabei starben zwei britische Seeleute, Chefingenieur George Anderson und Seemann William Harvey. Die restlichen Besatzungsmitglieder konnten gerettet werden. Avondale Park ist das letzte Schiff überhaupt, das aufgrund eines deutschen U-Boots im Zweiten Weltkrieg unterging.